# Bordeaux (cratera)
Bordeaux é uma cratera marciana. Tem como característica 1.8 quilômetros de diâmetro. Deve o seu nome a Bordéus (Bordeaux), uma cidade francesa.